# Pop-Tops
Pop Tops (або Los Pop-Tops) — вокально-інструментальний гурт, створений в 1967 році в Мадриді, Іспанія, під керівництвом Філа Тріма з Тринідаду та Тобаго. Їх звук був сумішшю бароко-поп з соул-вокалом від Тріма.

## Учасники
Оригінальний склад
- Філ Трім (Phil Trim) — вокаліст
- Хуліан Луїс Ангуло (Julian Luis Angulo) — гітара, вокал
- Альберто Вега (Alberto Vega) — саксофон, кларнет, вокал
- Енріке Гомес (Enrique Gomez) — бас, труба
- Ігнасіо Перес (Ignacio Perez) — орган, фортепіано
- Хосе Ліпіані (Jose Lipiani) — барабани
- Рей Гомес (Ray Gomez) — гітара

Подальші зміни учасників:
- Франсіско Урбано Ромеро — барабани (замінив Хосе Ліпані)
- Рафаель Гільєрмо Гертрудіс — клавішні, фортепіано (замінив Ігнасіо Переса)[1]

## Історія
Гурт «Pop Tops» був створений в Мадриді в 1967 році французьким продюсером Аленом Мійо (Alain Milhaud), який на той момент проживав в Мадриді. В Іспанії група була відома як «Los Pop-Tops», а в англомовних країнах як «The Pop Tops». До складу ансамблю увійшли Жозе Ліпіані, Альберто Вега, Ігнасіо Перес, Хуліан Луїс Ангуло, Енріке Гомес і Рей Гомес, а фіронтменом колективу став темношкірий 27 річний вокаліст, уродженець Тринідаду і Тобаго — Філ Трім. Група виконувала модний в той час стиль, що складався з суміші класичного бароко, блюзу та популярної музики.
Їх перший успішний міні альбом «Oh Lord, Why Lord» був записаний уже в наступному році, автором був Філ Трім в співавторстві з Джин Марсель. На платівці так само була кавер-композиція на музику Йоганна Себастьяна Баха іспанською мовою.
У 1971 році продюсер Ален Мійо придбав права на нікому, тоді ще невідомий хіт «Mamy Blue» (туга по матері), написаний французьким композитором Юбером Жиро (Hubert Girau) в 1970 році. Пісня була французькою мовою і її вже до «Pop Tops» виконували французька співачка Ніколетт і італійка Івана під акустичну гітару, італійською мовою. Але в їх виконанні пісня хітом не стала і французький продюсер недорого отримав права на пісню. Записати «Mamy Blue» вирішили в столиці Великої Британії англійською мовою. Переклад пісні з французької на англійську робив вокаліст Філ Трім, саме після цього перекладу в назві хіта з'явилася зайва буква «m». Пісня у виконанні «Pop Tops» стала супер хітом і увійшла в топ-10 вічних хітів в Європі під No2 і в «Billboard Hot 100» під No 57.
У 1972 році «Pop Tops» записав ще кілька, але вже менш успішних синглів «Suzanne, Suzanne» і «Hideaway» які були помічені тільки в Європі. З композицією «Suzanne, Suzanne» група планувала досягти успіху «Mammy Blue», пісня була дуже професійна як у вокальному, таки і в інструментальному виконанні, але все одно сильно поступилася «Mammy Blue».
З 1973 року згуртованість всередині групи почала руйнуватися, і деякі члени все частіше зверталися до інших проектів. Спад успіху Pop-Tops врешті призвів до розпаду групи в 1974 році.
Філ Трім намагався продовжити сольну кар'єру і записав кілька альбомів, які мали деякий успіх, але тільки в Іспанії.

## Пісні
Їх першим релізом, який привернув увагу, був «Oh Lord, Why Lord» (1968), написаний Жаном Марселем Бушеті та Філом Трімом. Це була перша поп-пісня, що включала мелодію канону Пахельбела. Сторона Б цього синглу -«The Voice of the Dying Man» (за мотивами композиції Йоганна Себастьяна Баха) також був записаний іспанською мовою як «La Voz del Hombre Caido».
Найбільш відомим стали завдяки своєму хіту 1971 року «Mamy Blue» (інколи пишеться «Mommy Blue», «Mammy Blue» або «Mummy Blue»), співаючи від імені сина, який звертається до своєї померлої матері, про його спогади про дитинство та життя загалом. Сингл увійшов до топ-10 більшої частини Європи, Японії (# 2), а також потрапив до чартів Канадаи (# 42), і Billboard Hot 100 в США (# 57). Його продали понад мільйоном примірників і нагородили платиновою платівкою. Композитором і автором тексту французької пісні «Mamy Blue» був Юбер Жиро. Англійський варіант тексту написав Філ Трім. Також The Pop Tops записали італійську та іспанську версії з текстами Гефінгала.
Серед наступних синглів гурту були «Suzanne Suzanne» (початок 1972 р.) та «Hideaway» (середина 1972 р.), які також потрапили до чартів в деяких європейських країнах.

## Дискографія

### Альбоми
| Назва                | Рік  | Найвища позиція |
| Назва                | Рік  | ГЕР             |
| -------------------- | ---- | --------------- |
| Canarios             | 1968 | -               |
| Mamy Blue            | 1971 | 30              |
| Top Pops of Pop Tops | 1976 | -               |

### Сингли
| Назва               | Рік  | Найвища позиція | Найвища позиція | Найвища позиція | Найвища позиція | Найвища позиція | Найвища позиція | Найвища позиція | Альбом               |
| Назва               | Рік  | AUS             | AUT             | GER             | ESP             | SWI             | UK              | US              | Альбом               |
| ------------------- | ---- | --------------- | --------------- | --------------- | --------------- | --------------- | --------------- | --------------- | -------------------- |
| «Oh Lord, Why Lord» | 1968 | —               | —               | —               | —               | —               | —               | 78              | Canarios             |
| «Mamy Blue»         | 1971 | —               | 3               | 1               | 2               | 1               | 35              | 57              | Mamy Blue            |
| «Suzanne Suzanne»   | 1972 | —               | —               | 16              | —               | —               | —               | —               | Top Pops of Pop Tops |
| «Hideaway»          | 1972 | —               | —               | 22              | —               | —               | —               | —               | Top Pops of Pop Tops |
| «My Little Woman»   | 1973 | 75              | —               | —               | —               | —               | —               | —               |                      |

### Іспанські релізи
Barclay, Іспанія
- 1967: Con su blanca palidez / I Can't Go On
- 1967: Viento to otoño (Autumn Winds) / Cry
- 1968: Somewhere / The Voice of the Dying Man (La voz del hombre caido)
- 1968: Oh Lord, Why Lord / Beyond the Sea (El mar)
- 1968: Oh Lord, Why Lord (in Spanish) / El mar
- 1968: Esa mujer (That Woman) / Adagio cardenal
- 1968: That Woman / The Man I Am Today
- 1968: Pepa / Junto a ti
- 1969: Dzim-dzim-dzas (Love and Care) / Young and Foolish
- 1969: Soñar, bailar y cantar (She's Coming Back) / Anytime

Explosion, Іспанія
- 1971: Dios a todos hizo libres (Road to Freedom) / Movimento de amor
- 1971: Road to Freedom / Who Will Believe
- 1971: Mamy Blue (span.) / Love Motion
- 1971: Mamy Blue / Grief and Torture
- 1972: Suzanne Suzanne / Happiness Ville
- 1972: Suzanne Suzanne (in Spanish) / Walk along by the Riverside
- 1972: Hideaway / What a Place to Live In
- 1973: My Little Woman / Girl, What's on Your Mind?
- 1973: Happy, Hippy, Youppy Song / Where Can I Go
- 1973: Happy, Hippy, Youppy Song (in Spanish) / Angeline
- 1974: What a Way to Go / Baby I Will Cry

### Німецькі релізи
Bellaphon, Західна Німеччина
- 1971: Mamy Blue / Road to Freedom
- 1971: Oh Lord, Why Lord / Walk Along by the Riverside (Remake)
- 1972: Suzanne Suzanne / Happiness Ville
- 1972: Hideaway / What a Place to Live In
- 1973: My Little Woman / Girl, What's on Your Mind?
- 1973: Happy, Hippy, Youppy Song / Where Can I Go
- 1973: What a Way to Go / Baby I Will Cry